# Noah Ogle Place
Koordinaten: 35° 40′ 57″ N, 83° 29′ 24″ W

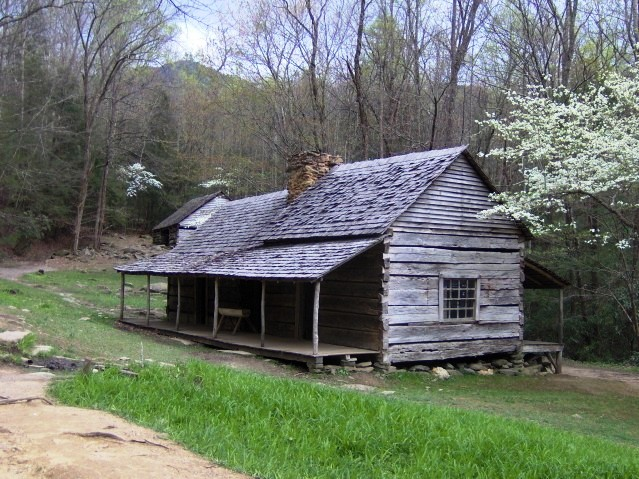
Die Hütte von Noah „Bud“ Ogle

Noah Ogle Place ist eine Heimstätte in den Great Smoky Mountains im Sevier County in Tennessee. In der Gegenwart sind noch die von dem Bergbauer Noah „Bud“ Ogle (1863–1913) erbaute Hütte, die Scheune und die Getreidemühle aus der Zeit gegen Ende des 19. Jahrhunderts erhalten. Das Grundstück und die Bauten wurden am 23. November 1977 in das National Register of Historic Places aufgenommen. Sie unterstehen dem Great-Smoky-Mountains-Nationalpark.
Die noch existierenden Bauten von Noah Ogle Place sind charakteristisch für eine typische Bergfarm in den südlichen Appalachen aus dem 19. Jahrhundert. Ogles Hütte entspricht dem Typ, den man als „saddlebag“ (Satteltasche) bezeichnet, der jedoch in der Region relativ selten war. Ogles Scheune ist ein exzellentes Beispiel einer Scheune mit vier Ställen; dieser Typ war in dem Gebiet einst weit verbreitet, Ogles Scheune ist heute jedoch das letzte Bauwerk dieses Types im Nationalpark. Ogles Getreidemühle ist die letzte Getreidemühle im Nationalpark und eine der wenigen, die in der Region noch funktionsfähig sind. Einer der späteren Besitzer der Farm nannte diese „Junglebrook“, sodass die Farm heute manchmal als „Junglebrook Historic District“ bezeichnet wird.

## Lage
Noah Ogle Place liegt in der Nähe des LeConte Creeks (früher als Mill Creek bekannt) im oberen Teil des Einzugsgebietes des West Forks des Little Pigeon River. Gatlinburg liegt gegenüber der Grenze des Nationalparks im Norden, Roaring Fork liegt auf der anderen Seite der Hügelkette im Osten, im Westen liegen die Sugarlands und im Süden erhebt sich Mount Le Conte. Die Cherokee Orchard Road verbindet Noah Ogle Place nordwärts mit dem U.S. Highway 441 in Gatlinburg und südwärts mit dem Roaring Fork Motor Nature Trail. Die Mühle liegt am Ufer des LeConte Creek, etwa 800 m von Stall und Hütte entfernt.

## Geschichte

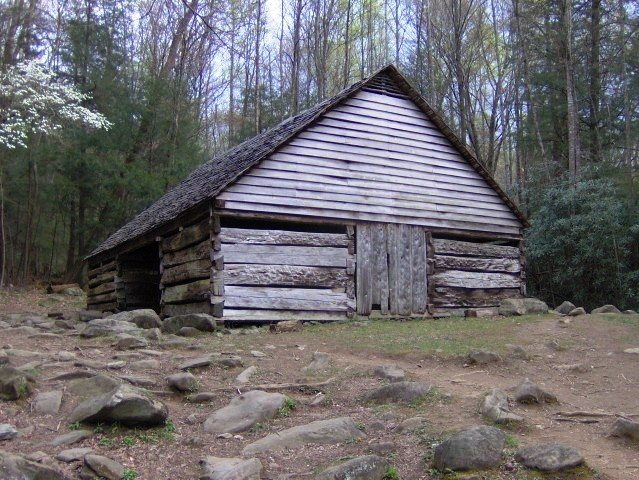
Scheune

Noah Ogles Urgroßeltern William Ogle (1756–1803) und dessen Frau Martha Huskey (1756–1826), waren die ersten weißen Siedler im Gebiet des heutigen Gatlinburg, und deren Haus steht noch heute auf dem Gelände der Arrowmont School in Gatlinburg.  Die Nachkommen der Ogles siedelten am nahegelegenen Fluss und den Tälern der Bäche in der Nähe. Noah Ogles Farm hatte ursprünglich eine Größe von 400 Acre (rund 162 Hektar), doch zu Beginn des 20. Jahrhunderts hatte er sein Land unter den Kindern aufgeteilt und behielt nur 150 Acre für sich selbst. Diese 150 Acre bilden den Hauptteil des historischen Distrikts.
Ogles Haus und die Nebengebäude wurden Ende der 1880er und Anfang der 1890er Jahre gebaut. Das Land war unfruchtbar und steinig – der National Park Service beurteilte das Land später als „ungeeignet“ für die Landwirtschaft –, und Ogle baute hauptsächlich Mais an. Zu dem Anwesen gehörte ein größerer Apfelgarten mit mehreren Sorten. Ogles Verwandte durften seine Mühle kostenlos nutzen, doch anderen wurde eine Entlohnung in Form eines Naturalanteils vom Mehl berechnet. Über den Eigenverbrauch erzeugter Mais und Äpfel wurden auf den Markt in Knoxville gebracht. Ogles Frau, Lucinda Bradley Ogle, war eine ortsansässige Hebamme.
Außer den noch bestehenden Bauwerken und typischen Nebengebäuden gehörte zu Ogles Farm eine sogenannte „weaner cabin“, eine typischerweise kleine Hütte in der Nähe des Haupthauses, in der neuverheiratete Kinder des Farmers nach ihrer Hochzeit eine Weile lebten. Mehrere der Söhne Ogles lebten eine Zeit lang nach ihren Eheschließungen in einer solchen Hütte auf dem Anwesen. Diese Hütte ist jedoch nicht erhalten, nur ein Haufen Trümmer sind von ihrer Gründung vorhanden.
In den 1920er Jahren gründeten mehrere Investoren direkt südlich der Ogle Homestead eine 796 Acre (322 Hektar) große Apfelplantage mit einer Baumschule, die unter dem Namen Cherokee Orchard bekannt war. Als die Tennessee Park Commission Ende der 1920er Jahre damit anfing, Land für die Schaffung des Nationalparkes zu kaufen, drohten die Besitzer des Cherokee Orchard damit, einen Rechtsstreit gegen das Gesetz zur Finanzierung des Nationalparks zu führen, wenn ihr Land enteignet würde. Die Eigentümer der Apfelplantage gaben ihren Widerstand gegen den Nationalpark 1931 auf, nachdem ihnen ein langfristiger Pachtvertrag für das Land zugesichert wurde.

## Historische Gebäude

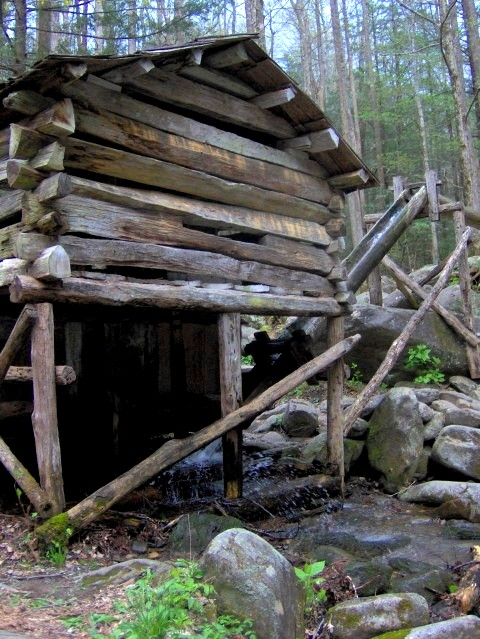
Ogles Getreidemühle, vom LeConte Creek aus gesehen

### Noah Ogles Hütte
Noah Ogles Hütte besteht eigentlich aus zwei einzelnen Hütten, die sich einen einzigen Schornstein teilen. Dieser Typ ist als „saddlebag“ bekannt. Die beiden Hälften der Hütte wurden im Abstand von ungefähr fünf Jahren errichtet; die zweite Hütte wurde hinzugefügt, als die Familie Ogles wuchs. Beide Hütten haben die Maße 18 Fuß mal 20 Fuß (rund 5,5 m mal 6,2 m) und bestehen aus einem Stock und dem Speicher. Die Wände bestehen aus behauenen Baumstämmen, die mit Schwalbenschwanzkerben verbunden sind. Das kombinierte Bauwerk hat sechs Türen, jeweils eine an Vorder- und Rückseite der beiden Hälften und zwei neben dem Schornstein, um den schnellen Übergang zwischen den beiden Gebäudeteilen zu ermöglichen. Jede der Hüttendächer war mit gespaltenen Schindeln aus Eichenholz gedeckt, der Fu¤boden bestand aus gesägten Holzdielen, und die Herdstellen waren aus Bruchsteinen gemauert. Die Fenster waren ursprünglich einfache Holzläden, doch später wurden Glasfenster eingesetzt. Eine der Hütten hatte in Bodennähe eine Öffnung, die es Hühnern ermöglichte, vor Raubtieren ins Innere zu flüchten. Jeweils eine überdachte Veranda verbindet beide Hütten an Vorder- und Rückseite.

### Scheune
Ogles Scheune ist heute die letzte noch bestehende Scheune mit vier Ställen in der Gegend, jeder davon elf Fuß (3,3 m) breit und aus einem Stockwerk und einem Speicher bestehend. Das Satteldach ist verschindelt. Die Wände bestehen wie beim Haupthaus aus behauenen Stämmen, die miteinander auf die gleiche Weise verbunden sind, wie beim Wohnhaus. Die Parkverwaltung hat die Scheune in den 1960er Jahren mehrfach in Stand gesetzt.

### Getreidemühle
Ogles Getreidemühle ist die letzte von mindestens 13 Horizontalrad-Wassermühlen, die einst am LeConte Creek betrieben wurden. Das Mühlengebäude ist ein elf Fuß im Quadrat (3,4 m × 3,4 m) messendes Gebäude, das auf runden Stämmen und einer Schlammschwelle über dem LeConte Creek sitzt, etwa achthundert Meter entfernt Ogles Hütte und Scheune. Die Wände bestehen aus Stämmen, die mit Sattelnuten verbunden sind, und der Fußboden wird aus behauenen Balkenhölzern gebildet. Ein senkrechter Schaft verbindet die Mühlsteine mit dem horizontalen Wasserrad unterhalb des Mühlgebäudes. Eine 24 m lange Rinne aus behauenen Baumstämmen leitet das Wasser vom Creek zum Mühlrad. Die Mühle wurde in den 1960er Jahren so restauriert, dass sie wieder funktionsfähig ist.